# Zenaida macroura
La tortora luttuosa (Zenaida macroura (Linnaeus, 1758)), nota anche come tortora americana, tortora luttuosa americana, tortora luttosa americana, tortora piangente americana o tortora lamentosa americana  è un uccello della famiglia dei Columbidi, diffuso soprattutto in America del Nord e America centrale.

## Descrizione

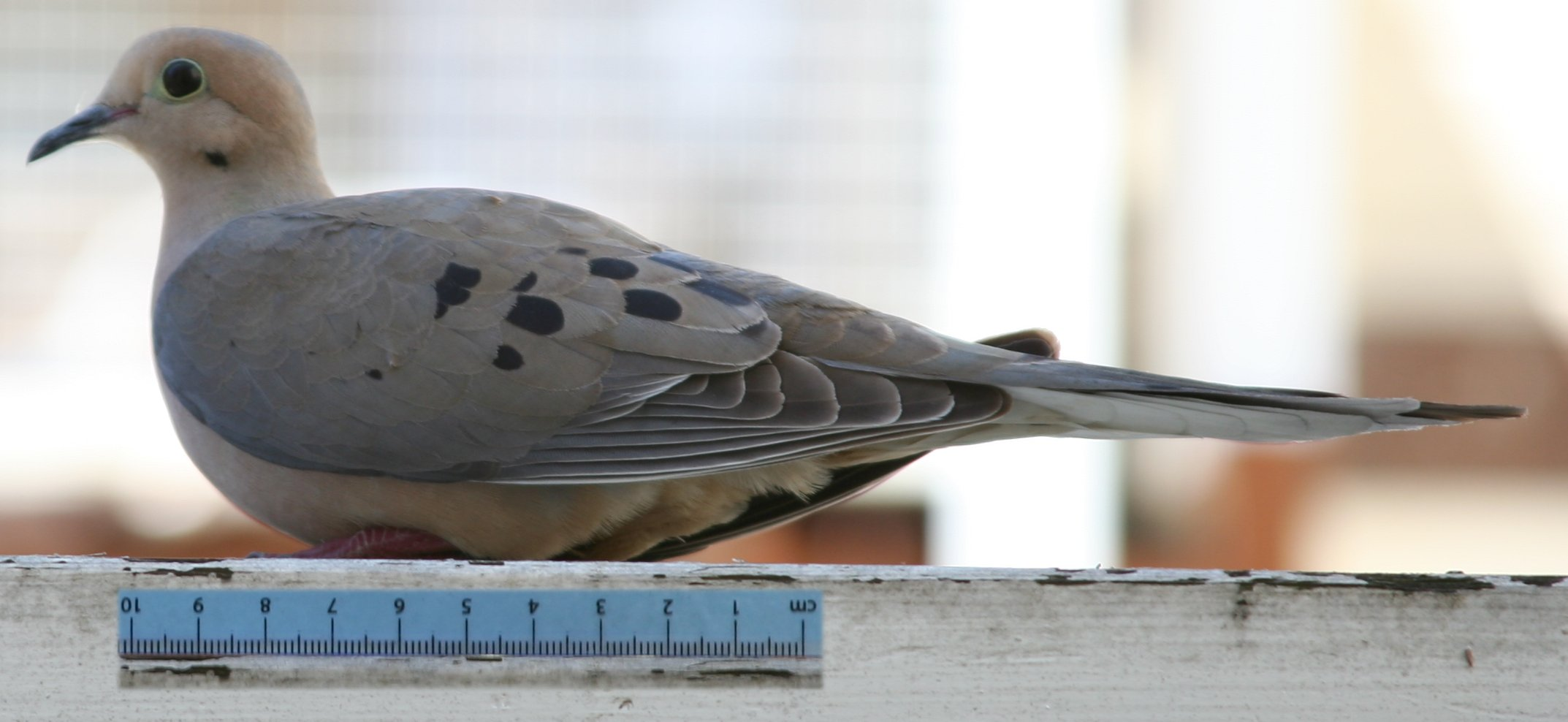
Z. macroura e un decimetro

La tortora luttuosa è un uccello di dimensioni medie, approssimativamente di 31 cm di lunghezza. Le ali sono ellittiche e la testa è rotonda. La sua coda è lunga ("macroura" ha un'etimologia greca che significa "grande coda").
Le tortore luttuose sono marrone e grigio chiaro. Maschi e femmine sono simili d'aspetto.
Le tortore luttuose hanno i piedi con tre dita in avanti e una indietro. Le zampe sono corte e rossastre. Il becco è corto e nero, solitamente di una tonalità marrone-nera.
Il piumaggio è generalmente grigio nella parte superiore del corpo, mentre in quella inferiore può assumere una colorazione marrone-rosata più chiara. Le ali hanno macchie nere e la e piume esterne della coda sono bianche, in contrapposizione con quelle interne nere. Sotto l'occhio c'è una zona a luna crescente in cui le piume sono prevalentemente scure. Gli occhi sono scuri, circondati da pelle bluastra. Il maschio adulto ha zone viola-porpora brillanti ai lati del collo, con una colorazione rosa-chiaro che raggiunge il petto. Le femmine sono simili nell'apparenza, ma con colori più grigi. Gli uccelli giovani sono generalmente più scuri.
Tutte le cinque sottospecie sono simili e non facilmente riconoscibili. La sottospecie nominale ha ali più corte, ed è più scura della tortora luttuosa media. La Z. m. carolinensis ha zampe e coda più grandi, becco più corto, e colori più scuri. La sottospecie Western ha ali più lunghe, becco più lungo, zampe più corte e colori più tenui e chiari. La sottospecie Panama ha ali e zampe più corte, becco più lungo, e colori più grigi. La sottospecie Clarion Island ha zampe e becco più grandi, ed è marrone scuro.

## Biologia
La specie è generalmente monogama, con due piccoli per accoppiamento. Entrambi i genitori si prendono cura del piccolo. La specie è prolifica e le coppie spesso hanno più accoppiamenti per anno. nelle aree miti, una coppia può accoppiarsi fino a sei volte l'anno. Si cibano prevalentemente di semi di piante native o introdotte.
Il canto di questa specie è un distintivo wooOOoo-woo-woo-woooo. Durante il volo le ali producono un fischio riconoscibile e caratteristico.
La specie appartiene a quella dei forti volatori, capaci di velocità fino agli 88 km/h (55 mph).

## Distribuzione e habitat

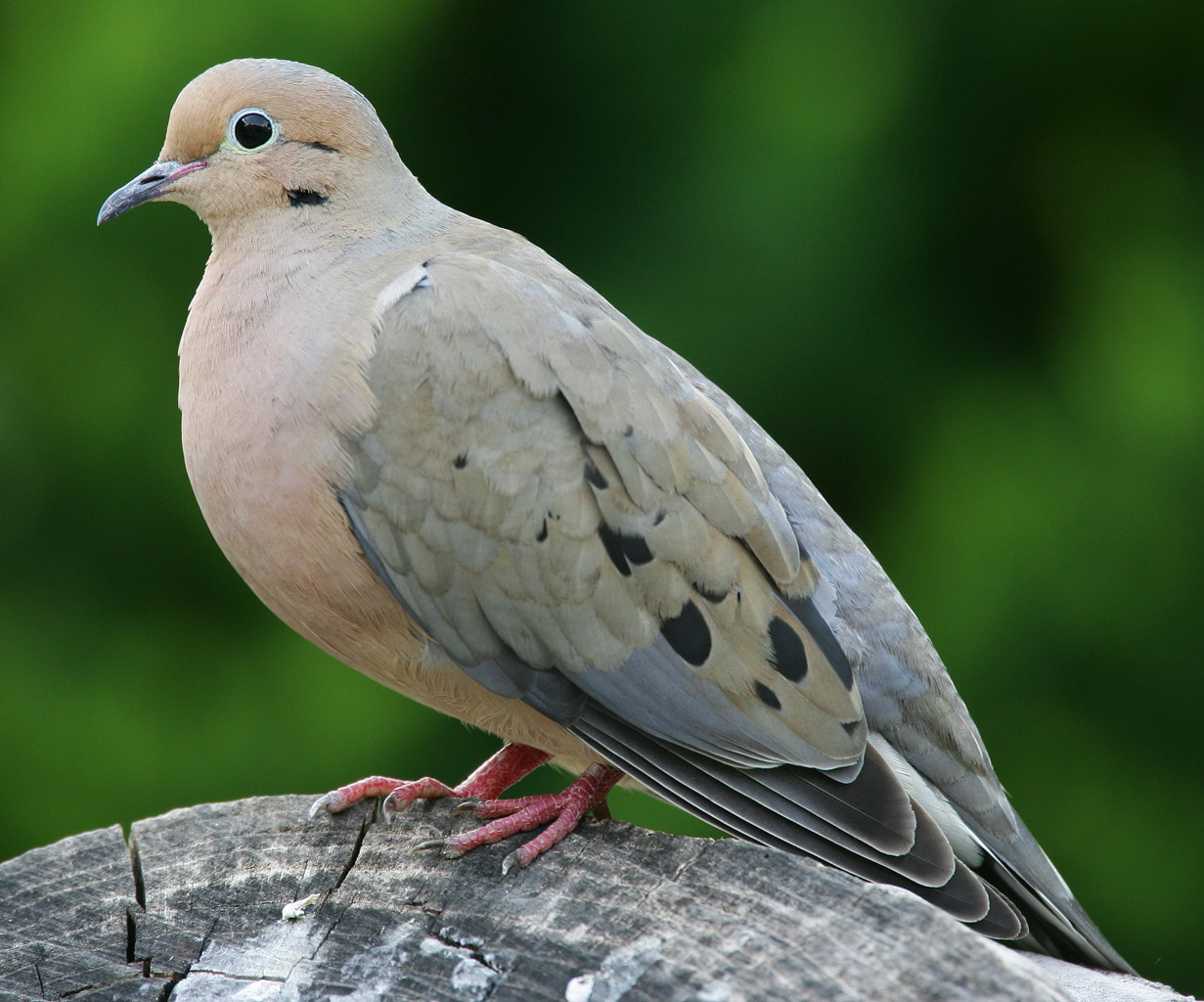
Una tortora luttuosa su un albero

La tortora luttuosa ha un areale di circa 11 milioni di metri quadrati. La specie è residente nelle Grandi Antille, nel Messico, negli Stati Uniti Continentali, nell'estremo sud e nell'est del Canada. In Canada e Nord America vedono gli uccelli nel periodo più mite, mentre in America centrale in inverno. La specie è erratica in Nord Canada, Alaska, e Sud America. Ci sono rari casi di segnalazioni di questa specie in Europa Occidentale, come quello riportato in Gran Bretagna. Nel 1963, la tortora fu introdotta alle Hawaii. Secondo dati riportati nel 1998 ne è presente una piccola popolazione in North Kona. Da quando la Tortora Socorro è stata estirpata da quell'isola, la tortora luttuosa ha cominciato ad apparire anche in quel posto dal 1988.
La tortora luttuosa si stabilisce in molti ambienti, incluso aree urbane, fattorie, praterie, pianure, e aree boschive. Evita paludi e foreste. Nidifica sugli alberi cittadini a New York, Chicago e Atlanta, nelle foresti dei Monti Appalachi e delle Montagne Rocciose.

## Tassonomia
La tortora luttuosa è strettamente imparentata con la Zenaida auriculata e con la Zenaida graysoni.
Ci sono cinque sottospecie di tortora luttuosa:
- Z. m. carolinensis (Linnaeus, 1766)
- Z. m. clarionensis (C.H.Townsend, 1890)
- Z. m. macroura (Linnaeus, 1758)
- Z. m. marginella (Woodhouse, 1852)
- Z. m. turturilla (Wetmore, 1956)

## Conservazione
Sono una specie abbondante con una popolazione stimata di circa 130 milioni di uccelli.
In molte aree, la tortora luttuosa è cacciata sia per sport sia per la sua carne.